# استانبول ۲۴۶۱

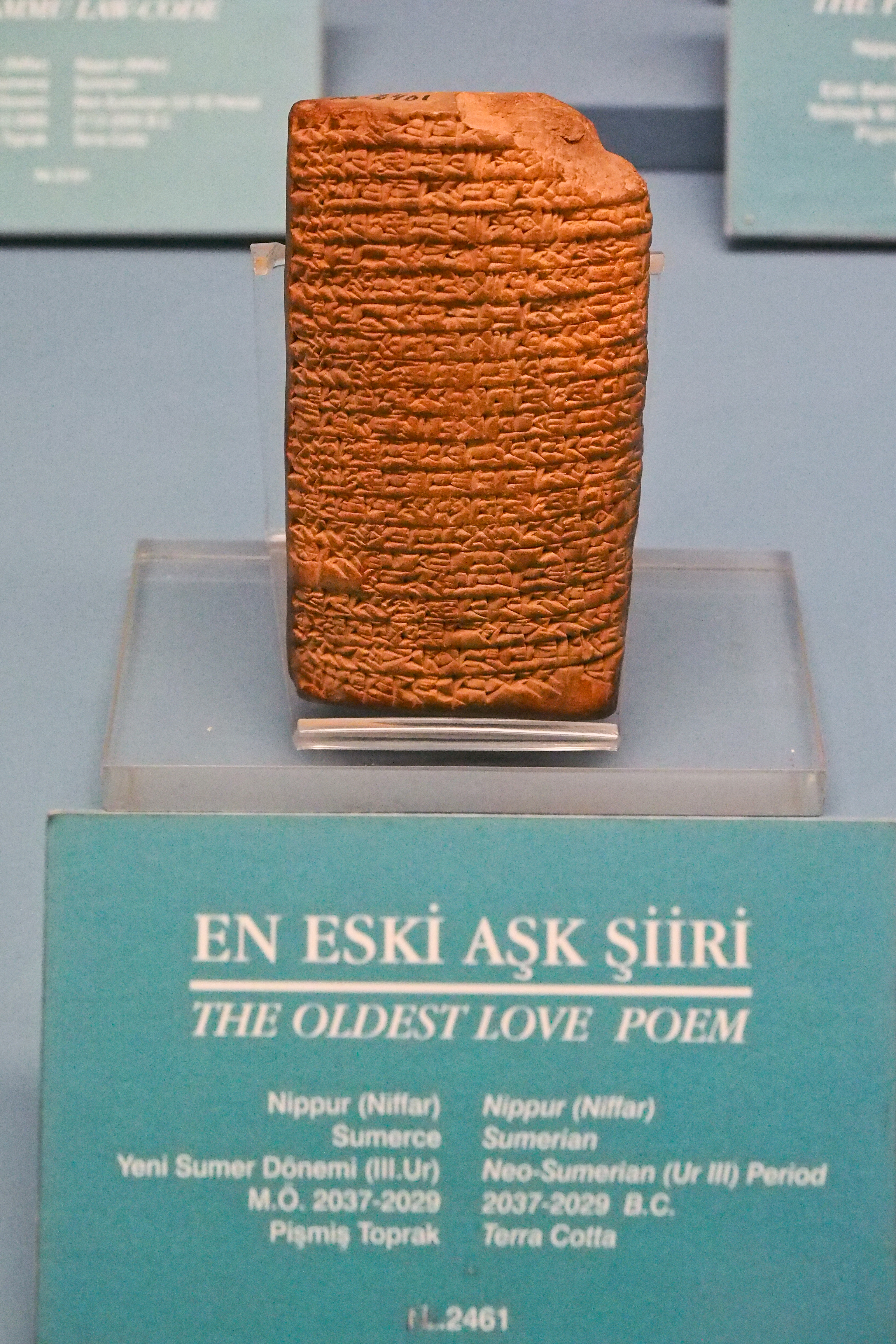
کتیبه استانبول ۲۴۶۱ در موزه شرق باستان استانبول

استانبول ۲۴۶۱ (همچنین Ni 2461و L.2461) یک کتیبه باستانی سومری به خط میخی است. عده‌ای از پژوهشگران آن را قدیمی‌ترین شعر عاشقانه جهان نامیده‌اند. این کتیبه در موزه شرق باستان استانبول (تالار میان‌رودان) به نمایش گذاشته شده‌است.

این شعر خطاب به پادشاه شو-سین (که در قرن بیستم یا بیست و یکم پیش از میلاد پادشاهی می‌کرد) توسط یک زن ناشناس سروده شده‌است. گمان می‌رود که این شعر به «ازدواج مقدس» بین پادشاه و کاهن اینانا مرتبط باشد. کتیبه استانبول ۲۴۶۱ در نیپور، در میان‌رودان (عراق امروزی) کشف شد. این کتیبه یکی از چندین هزار لوح سومری بود که توسط باستان شناسان در طی کاوش‌های بین سال‌های ۱۸۸۹ و ۱۹۰۰ یافت شد در واقع این کتیبه در میان ۷۴۰۰۰ لوح دیگر قرارداشت که توسط ساموئل نوح کرامر در سال ۱۹۵۱ و در طی سال‌های تحصیلش در موزه استانبول ترجمه شد. کرامر در کتاب خود تاریخ در سومر آغاز می‌شود، خاطره‌اش از ترجمه این کتیبه را چنین روایت می‌کند:
کتیبه‌ای کوچک به شماره ۲۴۶۱ در یکی از کشوها قرار داشت و چند تکه دیگر اطراف آن را احاطه کرده بود. هنگامی که برای نخستین بار به آن نگاه کردم، جذاب‌ترین ویژگی‌اش وضعیت حفظ آن بود. به زودی متوجه شدم که در حال خواندن شعری هستم که به چند بیت تقسیم می‌شود و زیبایی و عشق را جشن می‌گیرد، عروسی شاد و پادشاهی به نام شو سین. آن را بارها و بارها خواندم، در محتوای آن اشتباهی وجود نداشت. چیزی که در دست داشتم یکی از قدیمی‌ترین ترانه‌های عاشقانه بود که به دست انسان نگاشته شده بود.
این کتیبه حاوی یک بالبال(فرمی از شعر سومری) است که با عناوینی چون «داماد، شب را تا سپیده دم در خانه ما بگذران» یا «آواز عاشقانه شو سین» شناخته می‌شود. این شعر از ۲۹ بیت تشکیل شده‌است و به پادشاه شو-سین تقدیم شده‌است. در این شعر اروتیک، زنی عاشقانه میل و اشتیاق شدید خود را به شو سین ابراز می‌کند.

## متن شعر
Bridegroom, dear to my heart,
نو داماد، عزیز دل من
Goodly is you beauty, honeysweet,
زیبایی تو نیکوست، شیرین عسل من
Lion, dear to my heart,
شیر بیشه من، عزیز دل من
Goodly is your beauty, honeysweet.
زیبایی تو نیکوست، شیرین عسل من
You have captivated me, let me stand tremblingly before you.
تو مرا اسیر خویش ساختی، بگذار چنین نحیف و لرزان پیش تو بمانم
Bridegroom, I would be taken by you to the bedchamber,
نو داماد، می‌خواهم که در آغوش تو به حجله بروم
You have captivated me, let me stand tremblingly before you.
تو مرا اسیر خویش ساختی، بگذار چنین نحیف و لرزان پیش تو بمانم
Lion, I would be taken by you to the bedchamber.
شیر بیشه من، می‌خواهم که در آغوش تو به حجله بروم
Bridegroom, let me caress you,
نو داماد، بگذار تا نوازشت کنم
My precious caress is more savoury than honey,
چرا که نوازش من لذیذتر از عسل است
In the bedchamber, honey-filled,
در حجله‌ای مالامال از عسل
Let me enjoy your goodly beauty,
بگذار غرق لذت از زیبایی تو شوم
Lion, let me caress you,
شیر بیشه من، بگذار نوازشت کنم
My precious caress is more savoury than honey.
چرا که نوازش من لذیذتر از عسل است
Bridegroom, you have taken your pleasure of me,
نو داماد، تو از تن من غرقه در شهوت شدی
Tell my mother, she will give you delicacies,
به مادرم بگو، تا تو را غذاهای لذیذ بخشد
My father, he will give you gifts.
و به پدرم، تا تو را هدایایی ارزانی دارد
Your spirit, I know where to cheer your spirit,
جان تو، و من می‌دانم به کجا باید جان تو را خشنود سازم
Bridegroom, sleep in our house until dawn,
پس نو داماد، تا سپیده‌دم در وثاق ما بیارام
Your heart, I know where to gladden your heart,
قلب تو، و من می‌دانم تا چگونه قلبت را شادمان سازم
Lion, sleep in our house until dawn.
شیر بیشه من، تا سپیده‌دم در وثاق ما بیارام
You, because you love me,
تو، چرا که تو نیز مرا دوست داری
Give me pray of your caresses,
تسلی نوازش‌هایت را به من اعطا کن
My lord god, my lord protector,
ای خداوندگار من، ای فرمانروای من
My Shu-Sin, who gladdens Enlil's heart,
شو-سین من، ای که جان انلیل را شادمانی بخشی
Give my pray of your caresses.
تسلی نوازش‌هایت را به من اعطا کن
Your place goodly as honey, pray lay (your) hand on it,
بستر تو چون عسل نیکوست، بیارام و دستت را دراز کن
Bring (your) hand over like a gishban-garment,
و روی من بکش چون جامه‌ای گیشبانی
Cup (your) hand over it like a gishban-sikin-garment

و دستت رابه دورم حلقه کن چونان که جامه‌ای گیشبانی به تن می‌کنی.